# Asarum magnificum
Asarum magnificum är en piprankeväxtart som beskrevs av Ying Tsiang och C. Y. Cheng & C. S. Yang. Asarum magnificum ingår i släktet hasselörter, och familjen piprankeväxter. Utöver nominatformen finns också underarten A. m. dinghuense.